# Hermann Hesse (Dirigent)
Johann Heinrich Karl Hermann Hesse (* 2. Juli 1861 in Sondershausen; † 14. April 1948 in Lenzburg) war ein deutscher Dirigent, Chorleiter sowie Organist.

## Leben
Hesse war der Sohn eines Musikers und erhielt schon in jungen Jahren Klavier- und Violinunterricht. 1879 begann Hesse auf Wunsch seines Vaters eine Ausbildung zum Militärkapellmeister in Straßburg, dort wechselte er aber kurze Zeit später an das städtische Konservatorium.
Nach seinem Abschluss übernahm Hesse die Stelle als Lehrer für Klavier und Theorie am Konservatorium in Sondershausen. 1884 verzog er nach Coburg, dort wurde er zum Musik- und Chordirektor am Hoftheater bestellt. 1888 wechselte er als Dirigent des Musikvereins und Organist nach Lenzburg. 1911 übersiedelte er nach Aarau, dort hatte er bereits längere Zeit die Leitung des Orchestervereins inne, zusätzlich wurde ihm die Führung des Cäcilienvereins übertragen.
Hesse verlegte 1919 seinen Wohnsitz nach Dresden, seine letzten Lebensjahre verbrachte er in Lenzburg. Er verstarb 1948 im 87. Lebensjahr.